# Camminskrinet

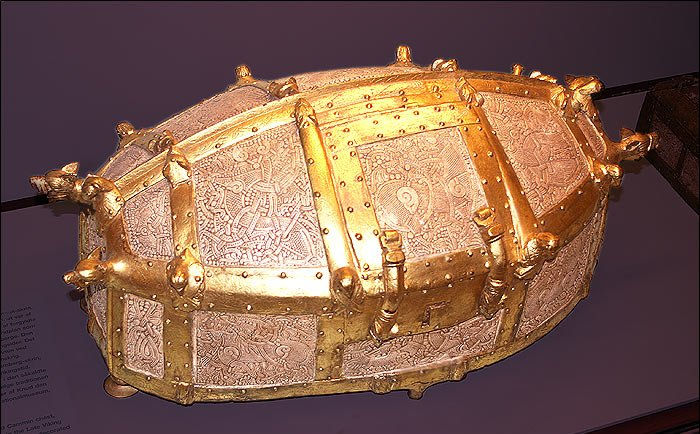
Kopia av Camminskrinet, utställt på Nationalmuseet i Köpenhamn. En kopia av skrinet finns också att bese i Kastalakyrkan i Kungälv, samt på Göteborgs stadsmuseum och Bohusläns museum.

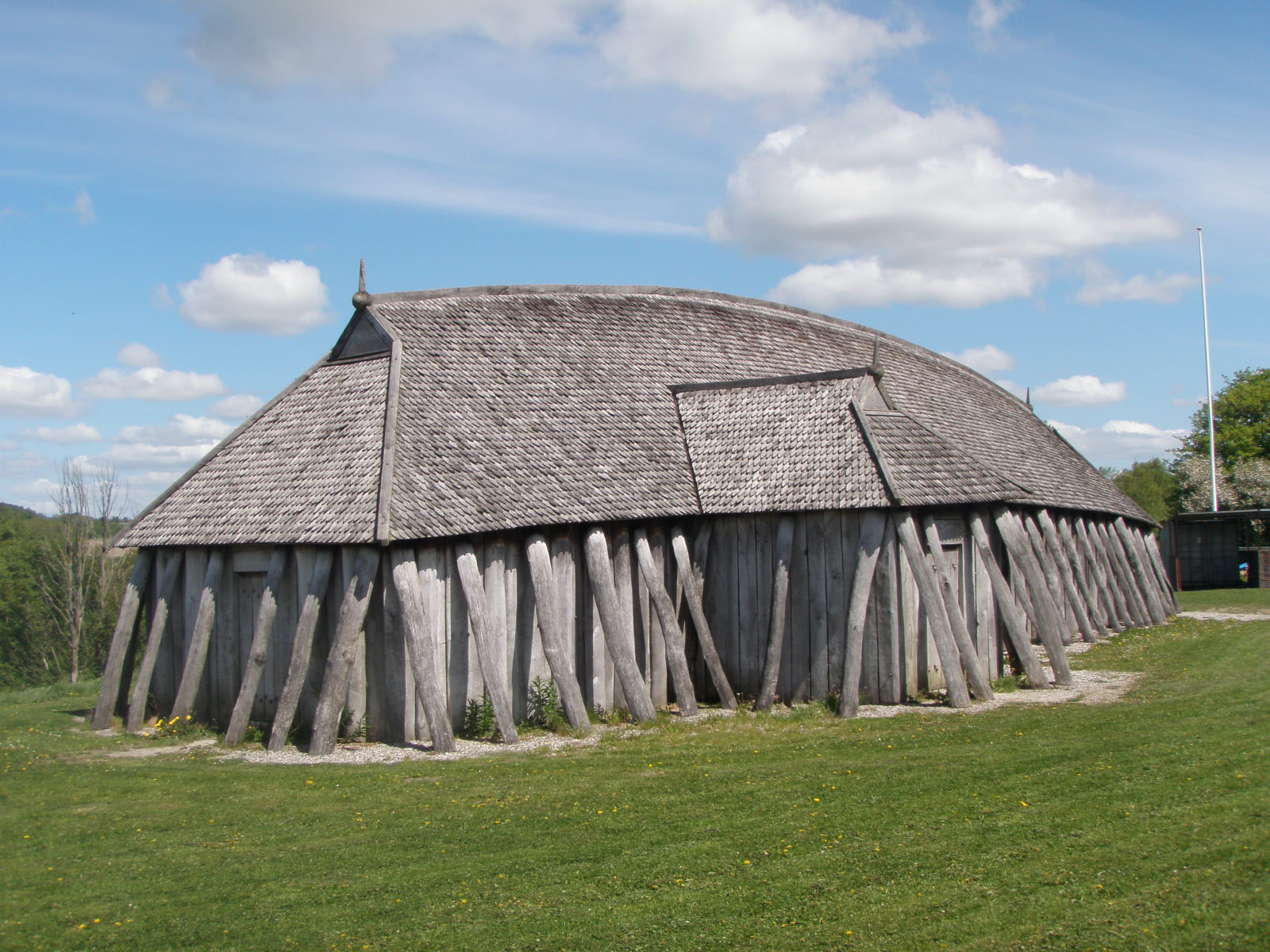
Det finns slående likheter mellan Camminskrinet och den rekonstruerade hallbyggnaden i Fyrkat.

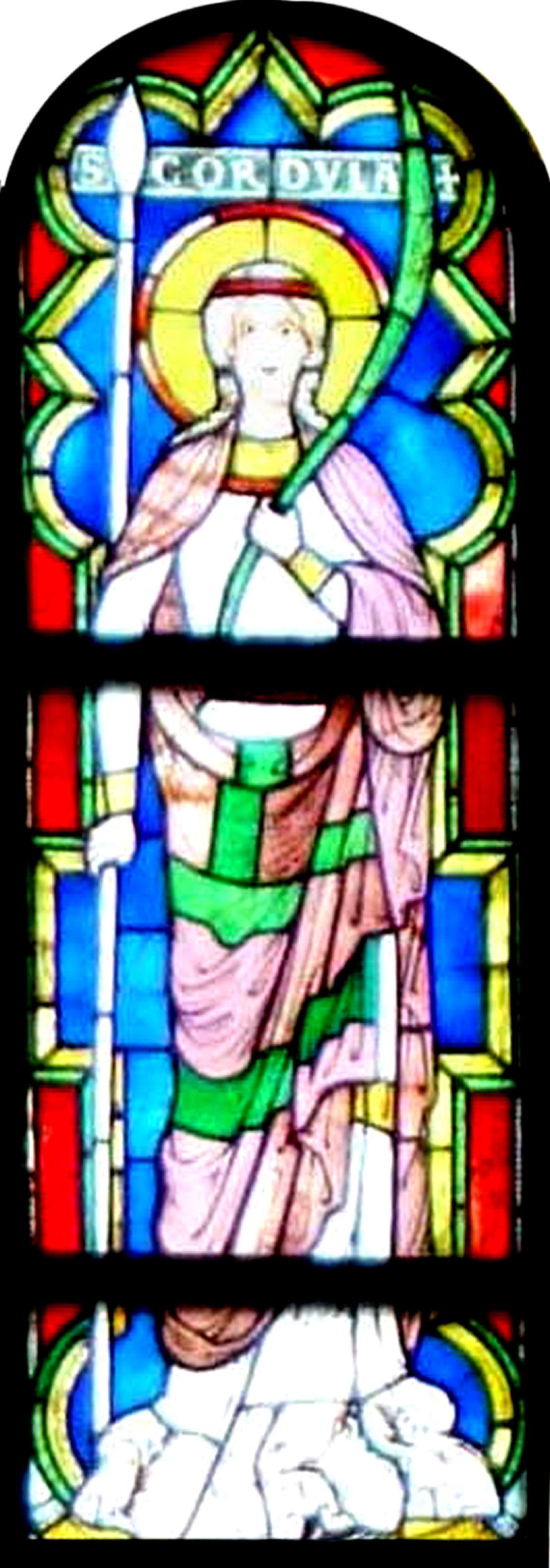
Camminskrinet innehöll den heliga Cordulas reliker. Här avbildad omkring 1220 på det vänstra fönstret i absiden av St. Kuniberts kyrka i Köln.

Camminskrinet var ett relikskrin som gjordes av skickliga konsthantverkare i södra Skandinavien omkring år 1000 och innehöll den heliga Cordulas reliker. Fram till andra världskrigets slut fanns det att beskåda i Sankt Johannes-katedralen i Cammin i Västpommern (nuvarande Konkatedra św. Jana Chrzciciela i Kamień Pomorski i nordvästra Polen). Skrinet försvann i samband med krigsslutet, då bland annat kyrkans inre nästan blev helt ödelagt av en brand.
Det har hävdats att Camminskrinet är samma skrin som Snorre Sturlasson omnämner i Heimskringla, när han säger att den danska kungen Erik Emune gav ett skrin till Sigurd Jorsalafarare och denne gav detta till Kastellkyrkan i Kungahälla:
”Þar var skrín, er Eiríkr eimuni Danakonungr hafði sent Sigurði konungi, ok plenarius ritinn gullstöfum, er Patriarki gaf Sigurði konungi.”
Sturlasson berättar också att sistnämnda kyrka senare plundrades av venderna 1135, och skrinet då blev bortfört. Detta kan förklara varför skrinet hamnade i Pommern.
Camminskrinet var av trä, men beklädd med utskurna älghornsplattor i Mammenstil och inramades med förgyllda bronsband. Skrinet hade måtten 63 x 33 x 26 centimeter och dessa är intressanta, då dess form liknar formen på samtida hallbyggnader. Den grundläggande formen var under vikingatiden med svängda långsidor, vilket ger en böjd takrygg. Camminskrinet har därför varit bidragande till att man idag kan rekonstruera vikingatida långhus - ett exempel på en sådan byggnad i Danmark finner man i Fyrkat vid Hobro. Skrinet visade inte bara de stora arkitektoniska dragen, utan gav även en idé om hallbyggnadernas utsmyckning; de djurhuvuden som prydde skrinet, motsvarade utskurna ornament på långhusens bjälkar.
År 1175 blev Cammin biskopssäte i ett nykristet område och camminskrinet har eventuellt funnits att beskåda i domkyrkan sedan dess och fram till krigsslutet. Camminskrinet är numera försvunnet, men det finns ytterligare ett liknande skrin bevarat, Bambergskrinet, och det är känt som Den heliga Kunigundas skrin i Bambergs domkyrka. Detta skrin är också från omkring år 1000 och är gjort i Sydskandinavien. Det har lister, beslag och stiliserade djurhuvuden i brons i Mammenstil, såsom Camminskrinet hade. Att så dyrbara föremål som Camminskrinet kunde tillverkas i det framväxande danska riket för 1000 år sedan har sin orsak att köpmän fanns att tillgå som kunde erbjuda de exklusiva råvarorna, av vilket bland andra de utskurna plattorna av älghorn torde ha importerats från Sverige eller Norge.